# SOFIA (telescópio)
O Observatório Estratosférico de Astronomia Infravermelha, conhecido pela sigla SOFIA (em inglês: Stratospheric Observatory for Infrared Astronomy)  foi um projeto conjunto da NASA e do DLR, Centro Aeroespacial Alemão,  para construir e manter um observatório aéreo. A NASA concedeu o contrato para a modificação da aeronave, operação do observatório e gerenciamento da parte americana do projeto à Associação de Pesquisa Espacial das Universidades (USRA) em 1996. SOFIA foi o sucessor do avião-telescópio Kuiper Airborne Observatory. Sua missão foi observar campos magnéticos celestes, regiões formadoras de estrelas, cometas, nebulosas e o centro galáctico.

## Projeto
O SOFIA foi um avião Boeing 747SP que foi totalmente modificado para incluir uma porta grande na fuselagem traseira que pode ser aberta em voo para permitir o acesso de um telescópio refletindo de 2,5 m (8,2 pés) de diâmetro ao céu. [2] O observatório  SOFIA  é baseado no Centro de Pesquisa de Voo Neil A. Armstrong da NASA no Aeroporto Regional de Palmdale, Califórnia, enquanto o SOFIA Science Center é baseado no Ames Research Center, em Mountain View, Califórnia.

### Telescópio
SOFIA usou um telescópio refletor de 2,5 m (8,2 pés), que possui um espelho primário de grandes dimensões e 2,7 m de diâmetro, como é comum na maioria dos grandes telescópios infravermelhos.

### Aeronave SOFIA
A aeronave SOFIA é um Boeing 747SP modificado, número de série 21441, número 306 na linha de montagem, prefixo aeronáutico N747NA; indicativo NASA747.

## Pesquisa científica e observações
Os principais objetivos científicos da SOFIA são estudar a composição de atmosferas e superfícies planetárias; investigar a estrutura, evolução e composição dos cometas; determinar a física e a química do meio interestelar; e explorar a formação de estrelas e outros objetos estelares. Enquanto as operações de aeronaves da SOFIA são gerenciadas pela NASA Dryden, o Ames Research Center da NASA em Mountain View, Califórnia, abriga o SOFIA Science Center, que gerenciará o planejamento da missão do programa.
Em 29 de junho de 2015, o planeta anão Plutão passou entre uma estrela distante e a Terra, produzindo uma sombra na Terra perto da Nova Zelândia que permitiu à SOFIA estudar a atmosfera de Plutão.
De 1 a 11 de julho de 2019, os pesquisadores levaram a SOFIA em vários voos para capturar vistas infravermelhas das partes mais brilhantes do centro da nossa galáxia. A imagem mostra que os dados da SOFIA foram obtidos em comprimentos de onda no infravermelho médio de 25 e 37 mícrons sobrepostos em imagens anteriores obtidas pelo Observatório Espacial Herschel. Os mapas da SOFIA revelam poeira que foi aquecida por muitas das estrelas mais massivas da região, incluindo algumas que são até 100 vezes maiores que o nosso sol.